# راؤول غوميز
راؤول غوميز (بالإسبانية: Raúl Gómez)‏ هو دراج أرجنتيني، ولد في 3 أبريل 1945.

## وصلات خارجية
- راؤول غوميز على موقع إحصائيات الدراجات الإحترافية (الإنجليزية)
- راؤول غوميز على موقع أوليمبيديا (الإنجليزية)